# ملعب لويس الثاني
ملعب لويس الثاني (بالفرنسية: Stade Louis II)‏ هو ملعب كرة قدم يقع في إمارة موناكو في فرنسا، وهو الملعب الرسمي لنادي موناكو ومنتخب موناكو الوطني كذلك، ويتسع لحضور 18,523 متفرج. بدأت أعمال البناء في منتصف ثلاثينات القرن العشرين وتم افتتاح الملعب في عام 1939م. وفي بداية الثمانينيات، تم إعادة تجديد الملعب بالكامل وافتتح بعد تجديده في 25 يناير من عام 1985م.
في السابق كان الملعب يحتضن سنويا مباراة كأس السوبر الأوروبي في الفترة ما بين 1998 ولغاية 2012. لكن قرر الاتحاد الأوروبي لكرة القدم في 2011 تغيير النظام وترشيح ملعب في كل سنة، لتكون نسخة كأس السوبر الأوروبي 2012 هي آخر نسخة من بطولات كأس السوبر الأوروبية التي استضافها الملعب. كذلك يحتضن الملعب عدة بطولات منها بطولات ألعاب القوى. سمي الملعب بهذا الاسم نسبة لأمير موناكو لويس الثاني.

## روابط خارجية
http://www.monaco.net/communiques/2004050201.htm
http://www.monaco.edu/
- WorldStadiums.com entry